# Patrik Skantze (företagsledare)
Björn Patrik Skantze, född 12 augusti 1942 i Karlskrona, är en svensk företagsledare.
Efter studentexamen utbildade Patrik Skantze sig till civilingenjör vid LTH. Under 1970-talet var han forskningssekreterare på Sveriges Mekanförbund, verkstadsindustrins dåvarande branschorganisation. Han återvände 1979 till Karlskrona för att ta över som VD för familjeföretaget Karlskrona Lampfabrik.
Patrik Skantze har engagerat sig i de mindre tillverkningsföretagens villkor i Sverige. Sedan 1983 tillhörde han Sveriges Industriförbunds småindustriberedning och var ledamot av förbundsstyrelsen 1996–2001. Han ingick i styrelsen för Smålands och Blekinge Handelskammare innan den 1988 slogs samman med Sydsvenska Handelskammaren. I styrelsen för Karlskrona Fabriks- och Hantverksförening arbetade han under 1980-talet och tog 1988 initiativ till en stor omorganisation av densamma.
Efter 30 år som företagsledare lämnade Patrik Skantze över Karlskrona Lampfabrik till sin son Valdemar och startade tillsammans med hustrun Margareta bokförlaget Arakne Förlag AB, med ambitionen att där publicera eget författarskap. Efter många års forskning i Karlskrona Lampfabriks arkiv kunde han år 2015 ge ut boken I nytt ljus – Sveriges industrihistoria ur ett familjeföretags perspektiv. 
Han har senare skrivit en bok om Coldinuorden i Karlskrona.
Patrik Skantze är son till Björn-Orvar Skantze och Signe Skantze, född Palen (1915-2009). Han är sedan 1970 gift med Margareta Hesser och har tre barn med henne, Alexander, Valdemar och Gabriel Skantze. Sedan 1979 bor han på Knösö utanför Karlskrona.